# Laserdiode

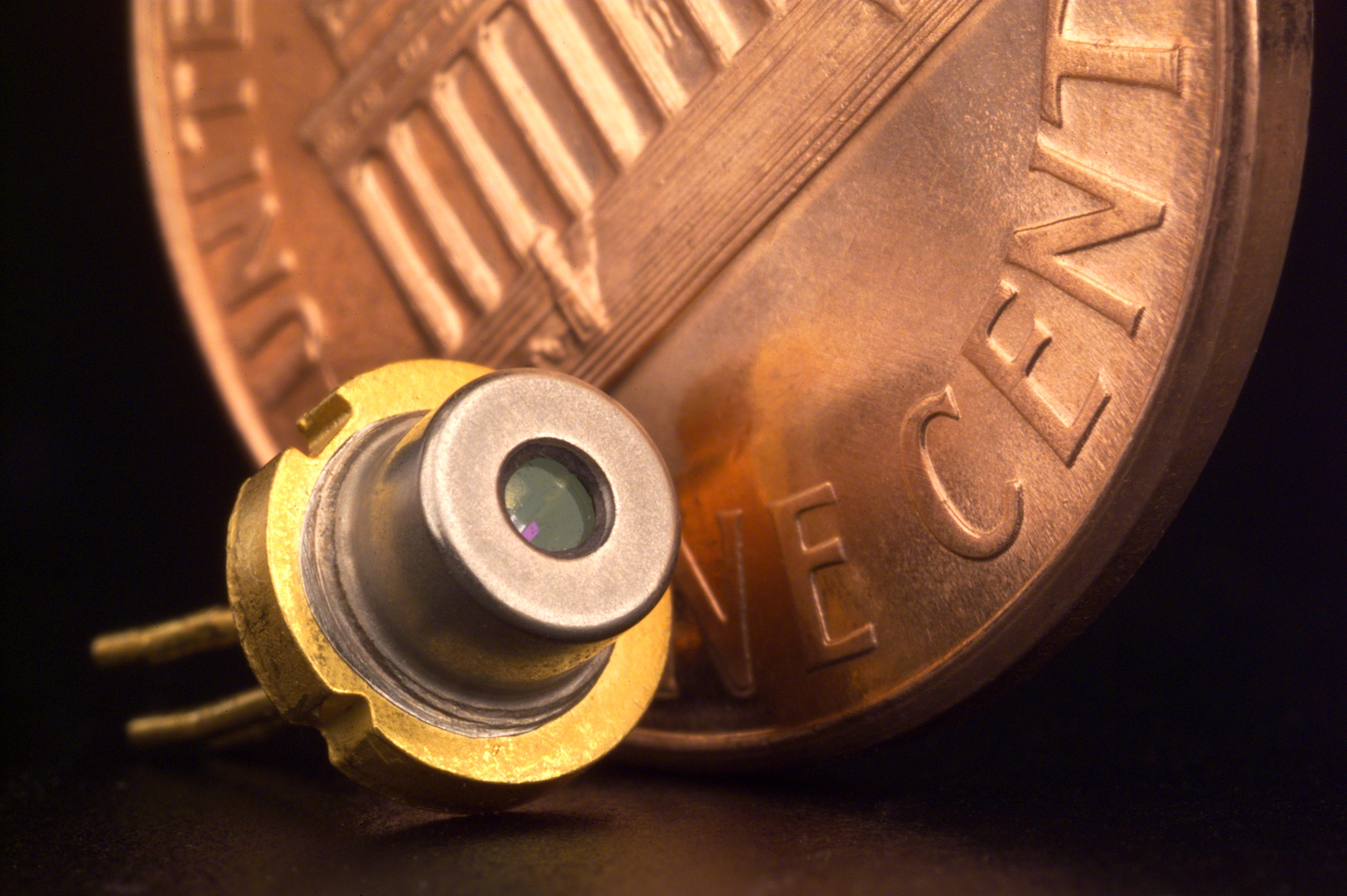
Laserdiode im 5,6-mm-Gehäuse, wie es unter anderem in CD-Laufwerken verwendet wird (Größenvergleich: Münze mit 19 mm Durchmesser)

Eine Laserdiode (auch Halbleiterlaser) ist ein mit der Leuchtdiode (LED) verwandtes Halbleiter-Bauteil, das jedoch Laserstrahlung erzeugt. Einen Laser, der eine oder mehrere Laserdioden als Lichtquelle verwendet, nennt man Diodenlaser.
In Laserdioden wird ein p-n-Übergang mit starker Dotierung bei hohen Stromdichten betrieben. Die Wahl des Halbleitermaterials bestimmt dabei die emittierte Wellenlänge, womit ein Spektrum von Infrarot bis Ultraviolett abgedeckt wird.

## Geschichte

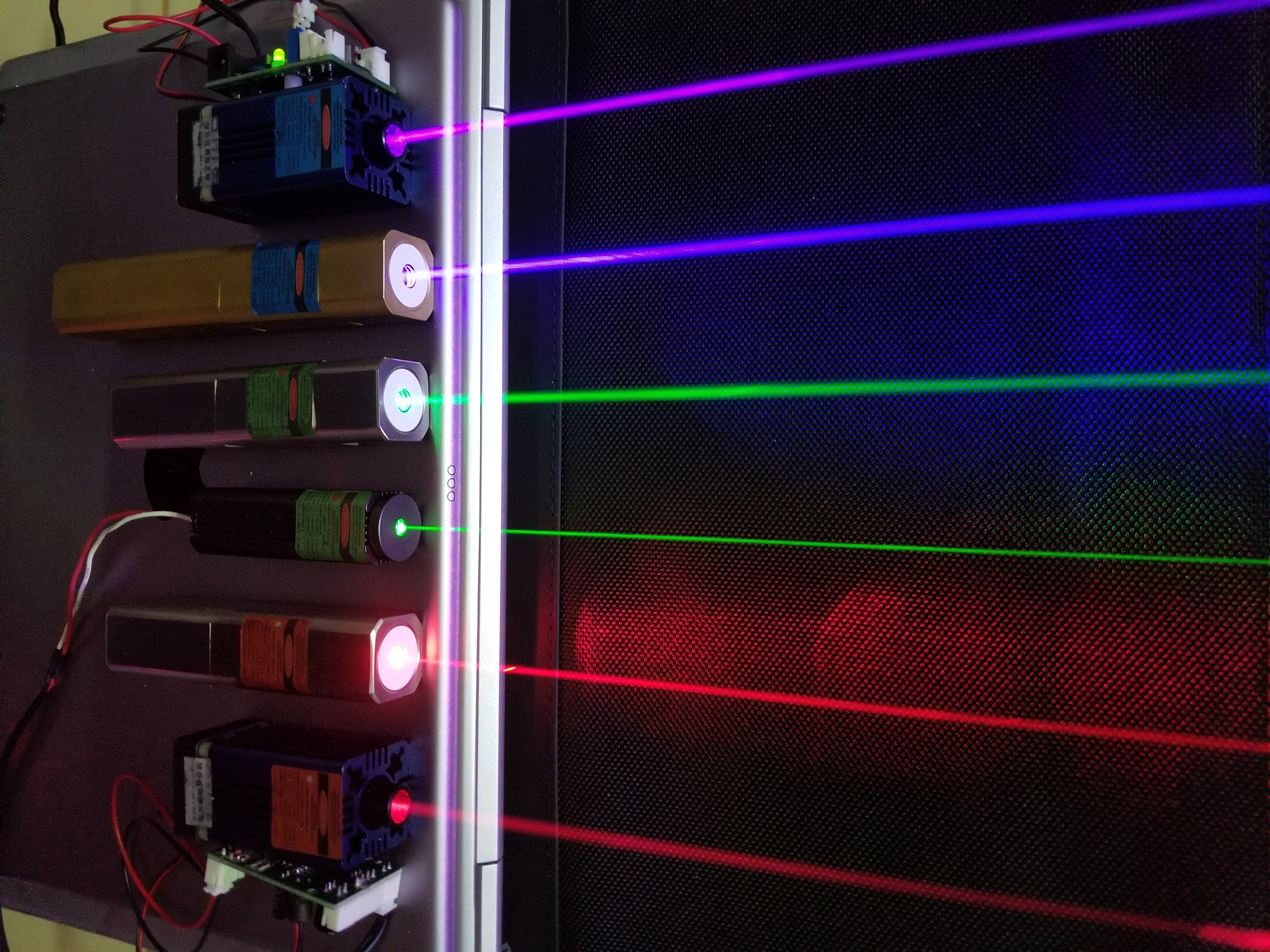
Halbleiterlaser mit Emissionswellenlängen von 405 nm (oben) bis 660 nm (unten)

Die Idee, eine Halbleiterdiode als Laser zu nutzen, wurde nach dem Erscheinen der ersten Laser 1960 und auch schon vorher von verschiedenen Physikern verfolgt. Anfang der 1960er Jahre lieferten sich mehrere Labore einen Wettlauf um den Bau des ersten Halbleiterlasers: Robert Noel Hall von General Electric (Schenectady), Nick Holonyak von General Electric (Syracuse), Marshall Nathan von IBM und Robert Rediker vom Lincoln Laboratory des Massachusetts Institute of Technology (wo die Entwicklung unter Leitung von Benjamin Lax stand). Sie basierten auf Galliumarsenid und hatten gemeinsam, dass sie noch wenig effizient waren, nur im Pulsbetrieb liefen und nur bei Kühlung mit flüssigem Stickstoff arbeiteten. Im September 1962 schaffte es das Team von Hall mit knappem Vorsprung, den ersten Halbleiterlaser zum Laufen zu bringen (im Infraroten bei 850 nm, Holonyak demonstrierte kurz darauf den ersten Halbleiterlaser im Bereich des sichtbaren Lichts). In Russland gelang dies 1963 einem Team unter Nikolai Basow. Praktikable Halbleiterlaser entstanden erst, nachdem Herbert Kroemer in den USA und Schores Alfjorow und Rudolf Kasarinow in der Sowjetunion (Joffe-Institut) 1963 die Verwendung dünner Schichten in Sandwich-Anordnung (Heterostrukturen) vorgeschlagen hatten (Alfjorow und Kroemer erhielten dafür 2000 den Nobelpreis in Physik). Auch hier kam es zu einem Wettlauf zwischen Russen und US-Amerikanern, 1970 brachten Teams bei den Bell Laboratories (Morton Panish, Izuo Hayashi) und vom Joffe-Institut (Alfjorow) kontinuierliche Halbleiterlaser bei Zimmertemperatur zum Laufen, wobei das Joffe-Institut etwas früher ans Ziel kam. Den Durchbruch im blauen und ultravioletten Bereich erzielte 1998 Shuji Nakamura, der unter anderem dafür den Nobelpreis 2014 erhielt.

## Funktion und Aufbau

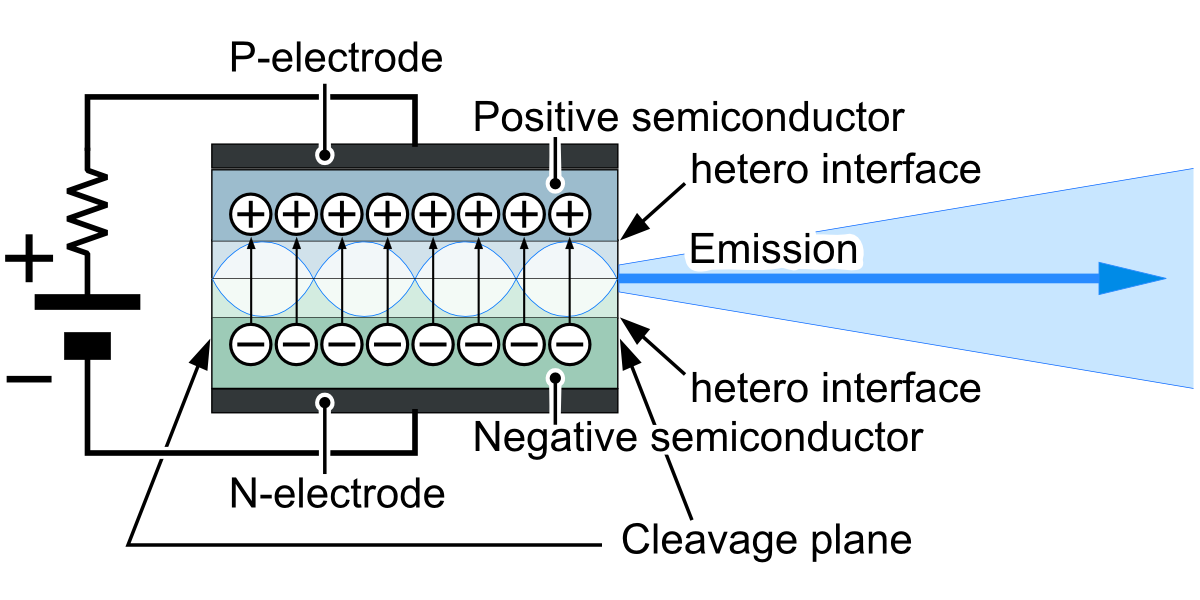
Schematische Darstellung der Funktion. Die Stromversorgung (links) injiziert Löcher in den p-Halbleiter (oben) und Elektronen in den n-Halbleiter (unten); bei Rekombination (Pfeile) entsteht die Laserstrahlung (stehende Welle) im Resonator. Die Emission tritt am teildurchlässigen Spiegel rechts aus
Schichtaufbau einer einfachen Laserdiode. Oben der p-Halbleiter (p-type layer), unten der n-Halbleiter (n-type layer) auf einem n-Substrat. Die Laseremission (rot) tritt an der Kante aus
Moderner Laser mit Sandwich-Aufbau für getrennten elektrischen und optischen Einschluss. Die Elektronen und Löcher werden (vertikal) in einem Quantenfilm (quantum well, Material C) eingeschlossen, das Licht im Wellenleiter aus Material A und B

Funktion
Die Emission von Licht entsteht durch Rekombinationsprozesse von Elektronen und Löchern am Übergang zwischen p- und n-dotiertem Bereich. Die Endflächen des Bauelements sind teilreflektierend und bilden somit einen optischen Resonator, in dem sich eine stehende Lichtwelle ausbilden kann. Liegt eine Besetzungsinversion vor, kann die stimulierte Emission zum dominierenden Strahlungsprozess werden. Die Laserdiode emittiert dann Laserstrahlung.
Das Erzeugen der Besetzungsinversion geschieht in Laserdioden durch elektrisches Pumpen, ein elektrischer Gleichstrom in Durchlassrichtung der Diode sorgt für stetigen Nachschub von Elektronen und Löchern. Der Pumpstrom, bei dem der Laserbetrieb einsetzt, wird auch als Laserschwelle oder Schwellenstrom Ith (Index th von engl. threshold) bezeichnet.
Aufbau
Die meisten Laserdioden sind Kantenemitter (englisch edge emitter), d. h., das Licht verlässt den Kristall an dessen Bruchkante nahe an der Oberfläche quer zum Strom (siehe schematische Darstellung oben). Die ersten, einfachen Laserdioden aus einem p-n-Übergang waren sehr ineffizient (siehe Abschnitt Geschichte). Heute genutzte Laser haben einen Aufbau mit dünnen Schichten (Heterostrukturen) für einen getrennten elektrischen und optischen Einschluss (engl. separate confinement). Elektronen und Löcher werden in einem Quantenfilm oder einer Schicht(-folge) mit Quantenpunkten eingeschlossen. Quanteneffekte bewirken dabei eine sehr effektive Erhöhung der strahlenden Rekombination (siehe Effekt der Dimensionsreduktion). Die entstehende optische Welle wird vertikal in einem Wellenleiter aus einem Halbleiter mit großem Brechungsindex (Material B im Bild oben rechts), umgeben von Material A mit kleinerem Brechungsindex, geführt. Die laterale Lichtführung wird durch Strominjektion über einen Streifenkontakt (Gewinnführung) oder Strukturierung (Indexführung, durch Stegätzen oder seitliche Durchmischung von Material A und B) erreicht.
Die Verlustleistung, je nach Wellenlänge 30 % bis 80 %, erwärmt den Kristall und muss durch eine geeignete Kühlung abgeführt werden. Bei mittleren Leistungen (500 mW) werden Kühlkörper eingesetzt, bei höheren mittleren Leistungen kommen Heatpipes und Flüssigkeitskühlungen zum Einsatz.
Die Überhitzungsgefahr stellt einen begrenzenden Faktor für die erreichbare Strahlungsleistung pro Einzelemitter dar. Um eine höhere Leistung zu erreichen, werden in einem streifenförmigen Chip mehrere nebeneinander liegende Dioden elektrisch parallel betrieben. Durch Zusammenfassung der einzelnen Strahlen lässt sich eine höhere Gesamtleistung erzielen. Eine solche Anordnung von mehreren nebeneinander auf einem Chip befindlichen Dioden wird als Barren (englisch bar) bezeichnet. Die 10 bis 25 Einzelemitter eines Barrens verhalten sich aufgrund des gemeinsamen Fertigungsprozesses elektrisch gleich und können daher parallel wie eine größere Diode betrieben werden. Man erreicht damit bei Strömen bis 80 A optische Leistungen bis 100 Watt im nahen Infrarot. Aus mehreren solcher Barren zusammengesetzte Stapel und daraus gefertigte Diodenlaser erreichen Leistungen im Kilowatt-Bereich.
Oberflächenemitter (englisch VCSEL) haben geringere Leistungen, jedoch eine bessere Strahlqualität. Da ihr Licht gut in Glasfasern einzukoppeln ist, finden sie insbesondere Verwendung in der optischen Datenübertragung.

## Stand der Technik
Der Wirkungsgrad einer Laserdiode wird als Verhältnis der Strahlungsleistung zur aufgenommenen Leistung definiert. Die Angabe der Lichtausbeute ist nur bei Dioden, die im sichtbaren Bereich strahlen, sinnvoll. Der erreichbare Wirkungsgrad lag im Jahr 2011 zwischen 10 % (grün, 530–540 nm), 20 % (blau, 440 nm) und 70 % (rot und infrarot, ab 650 nm). 2012 erreichten blaue Laserdioden 27 % bei einer Leistungsaufnahme von 1,4 W in einem TO-56-Gehäuse (5,6 mm) mit einer Lebensdauer von 10.000 Stunden. Die Herstellung geeigneter InGaN-Halbleitermaterialien für grüne Laser, die eine hohe Stromdichte vertragen, ist noch immer problematisch. Für Beleuchtungszwecke ist es deshalb preiswerter, mit kurzwelligem blauem Licht geeignete Leuchtstoffe im langwelligeren Bereich anzuregen.

## Elektrisches Verhalten und Ansteuerung

Interne Beschaltung einer mit Photodiode kombinierten Laserdiode

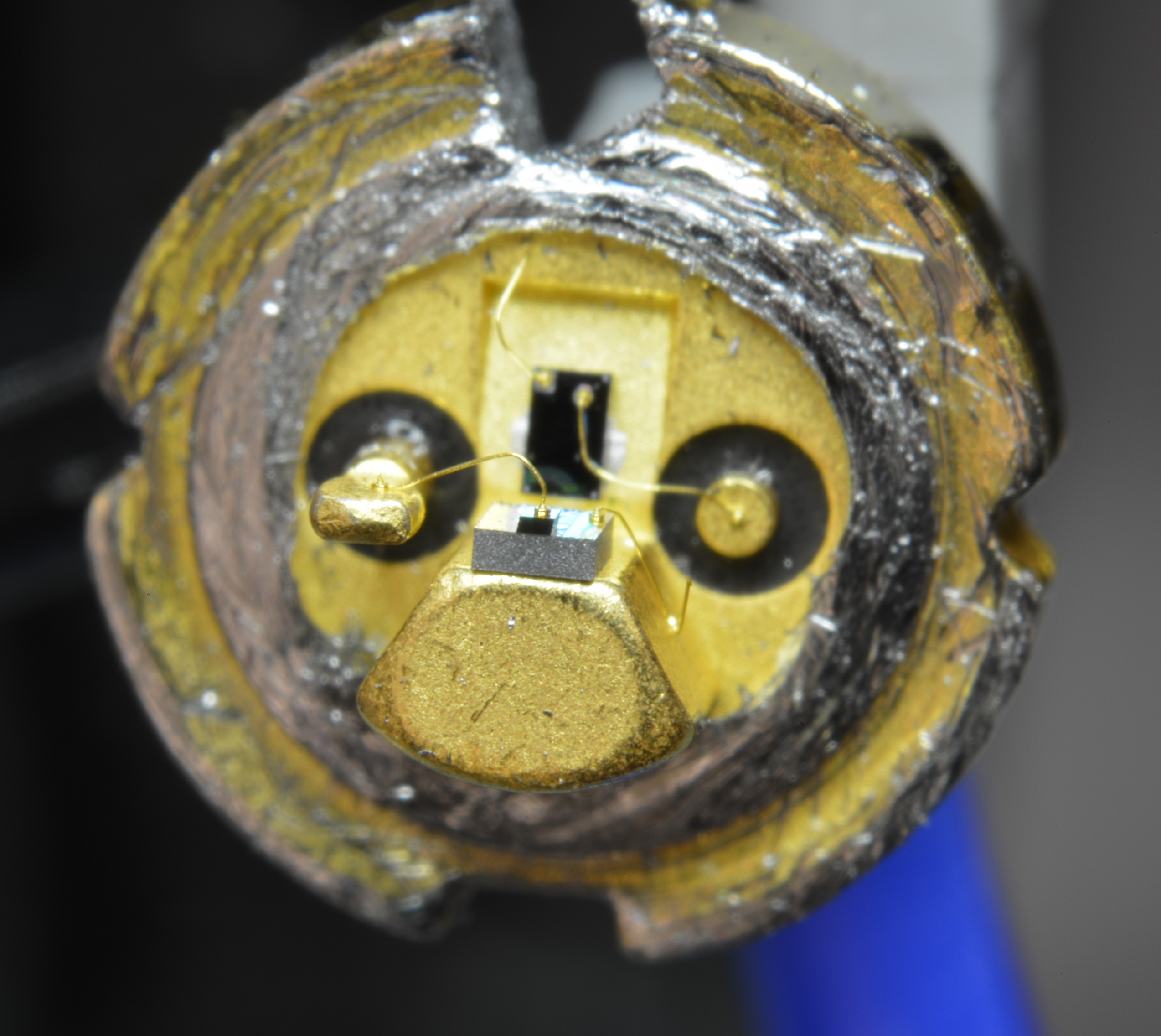
Aufgeschnittenes Gehäuse einer Laserdiode. Der eigentliche Laserchip ist der kleine schwarze Block im Vordergrund (Kantenemitter). Die Photodiode, zur Messung der Ausgangsleistung, ist der größere schwarze Block am Gehäuseboden

Laserdioden verhalten sich elektrisch grundsätzlich wie Leuchtdioden, müssen also stromgeprägt betrieben werden. Ein Betrieb an konstanter Spannung ist nicht möglich. Die U/I-Kennlinie hat einen exponentiellen Verlauf wie diejenige einer Halbleiterdiode. Ab einem charakteristischen Strom in Flussrichtung, dem Schwellstrom beginnt der Laserbetrieb. Unterhalb dieses Stromes emittiert die Laserdiode nicht kohärente Strahlung ähnlich einer Leuchtdiode. Ab dem Schwellstrom ist die optische Ausgangsleistung der Laserdiode streng proportional zum Strom. Den Proportionalitätsfaktor nennt man slope efficiency; er wird in Watt pro Ampere angegeben.
Laserdioden werden häufig mit einer Photodiode zusammen in einem gemeinsamen Gehäuse untergebracht. Dabei ist die Photodiode, in diesem Fall auch als Monitordiode bezeichnet, optisch mit der Laserdiode gekoppelt. Sie dient als Sensor in einem Regelkreis dazu, die optische Leistung der Laserdiode durch eine externe elektronische Schaltung konstant zu halten.
Durch die zusätzliche Photodiode weisen die Gehäuse von Laserdioden, wie sie in CD-Spielern und Laserpointern verwendet werden, drei Anschlüsse auf, wie in nebenstehender Abbildung an einer beispielhaften elektrischen Konfiguration der beiden Dioden skizziert.
Laserdioden vertragen nur geringe Sperrspannungen im Bereich von 3–5 V. Weiterhin sind sie empfindlich gegenüber elektrostatischen Entladungen und werden zum Transport üblicherweise kurzgeschlossen. Bei Handhabung und Einbau müssen Schutzmaßnahmen getroffen werden, die elektrische Spannungen zwischen den Anschlüssen verhindern.

## Typische Parameter und Besonderheiten
Ein Einzelemitter ist ca. 100 µm hoch, 500–2000 µm lang und 500–1000 µm breit, wobei die aktive Zone weniger als 1 µm hoch ist.
Die emittierte Lichtleistung beträgt je nach Diodentyp einige hundert Mikrowatt bis über 10 Watt pro Einzelemitter. Der hierzu erforderliche Strom beträgt ca. 0,1–12 A pro Emitter, die Spannung beträgt bei Infrarot-Laserdioden 1,8–2,2 V. Im gepulsten Betrieb (sog. q-cw-Betrieb) lassen sich noch größere Leistungen erreichen. Die Modulationsfrequenzen können dabei bis zu 10 GHz betragen.
Laserdioden können sowohl im Multi-Mode-Betrieb (Laserlicht mehrerer verschiedener Schwingungsmoden gleichzeitig) als auch im Single-Mode-Betrieb (nur eine Schwingungsmode) arbeiten. Wenn für eine Anwendung Single-Mode-Betrieb notwendig ist, kann dies durch eine Strukturierung des Halbleitermaterials geschehen wie bei DFB- (englisch distributed feedback laser) oder DBR-Laser (englisch distributed Bragg reflector laser), oder durch einen zusätzlichen externen Resonator (englisch external cavity diode laser, ECDL) erreicht werden:
Wie bei anderen Lasern kann sich auch bei Laserdioden der optische Resonator über die Länge des aktiven Halbleiters hinaus erstrecken, die Länge kann jedoch aufgrund der Divergenz nur gering sein, erschwerend ist auch der hohe Brechungsindex des Halbleitermaterials, welche an dessen Austrittsfläche bereits zu einer hohen Reflexion führt.
Die Frequenz des von der Laserdiode emittierten Lichts ist außer vom Material abhängig von der Temperatur, dem Pumpstrom sowie ggf. der optischen Rückkopplung durch einen externen Resonator. Durch Stabilisierung dieser Parameter kann eine Bandbreite des emittierten Lichts von weniger als einem Megahertz erreicht werden.
Durch das Pumpen tritt auch eine periodische Änderung des Brechungsindex im Halbleitermaterial auf, da diese stark von der Ladungsträgerdichte abhängig ist. Die Änderung des Brechungsindex entspricht einer Variation der optischen Länge des Resonators bei gleich bleibender geometrischer Länge des Resonators. Somit verändert sich die Wellenlänge, d. h., der Laser verändert seine Emissionswellenlänge.
Eine Erwärmung des Lasers führt zu Wellenlängenänderungen. Die Verschiebung beträgt etwa +0,25-0,3 nm/K, das Maximum der Strahlung verschiebt sich bei Erwärmung durch Verringerung des Bandabstandes hin zu längeren Wellenlängen.
Die Bruchfläche (Facette) ist äußerst empfindlich gegenüber Verschmutzung, da im Bereich des Strahlungsaustritts aus der schmalen aktiven Zone sehr hohe Strahlungsflussdichten bestehen. Zu große Stromimpulse können dort sogar bereits ohne Verschmutzung zu optisch induzierten, thermischen Zerstörungen der Facette führen. Diese Art der Zerstörung wird als COD (englisch catastrophic optical damage, dt. „katastrophaler optischer Schaden“) bezeichnet.

## Anwendungen
Laserdioden gibt es mittlerweile für eine Vielzahl von Wellenlängen zwischen blau-violett (405 nm) und mittlerem IR (14.000 nm). Schwächen gibt es im grünen bis gelben Bereich zwischen 510 nm und 635 nm. Dort sind nur geringe Ausgangsleistungen möglich.

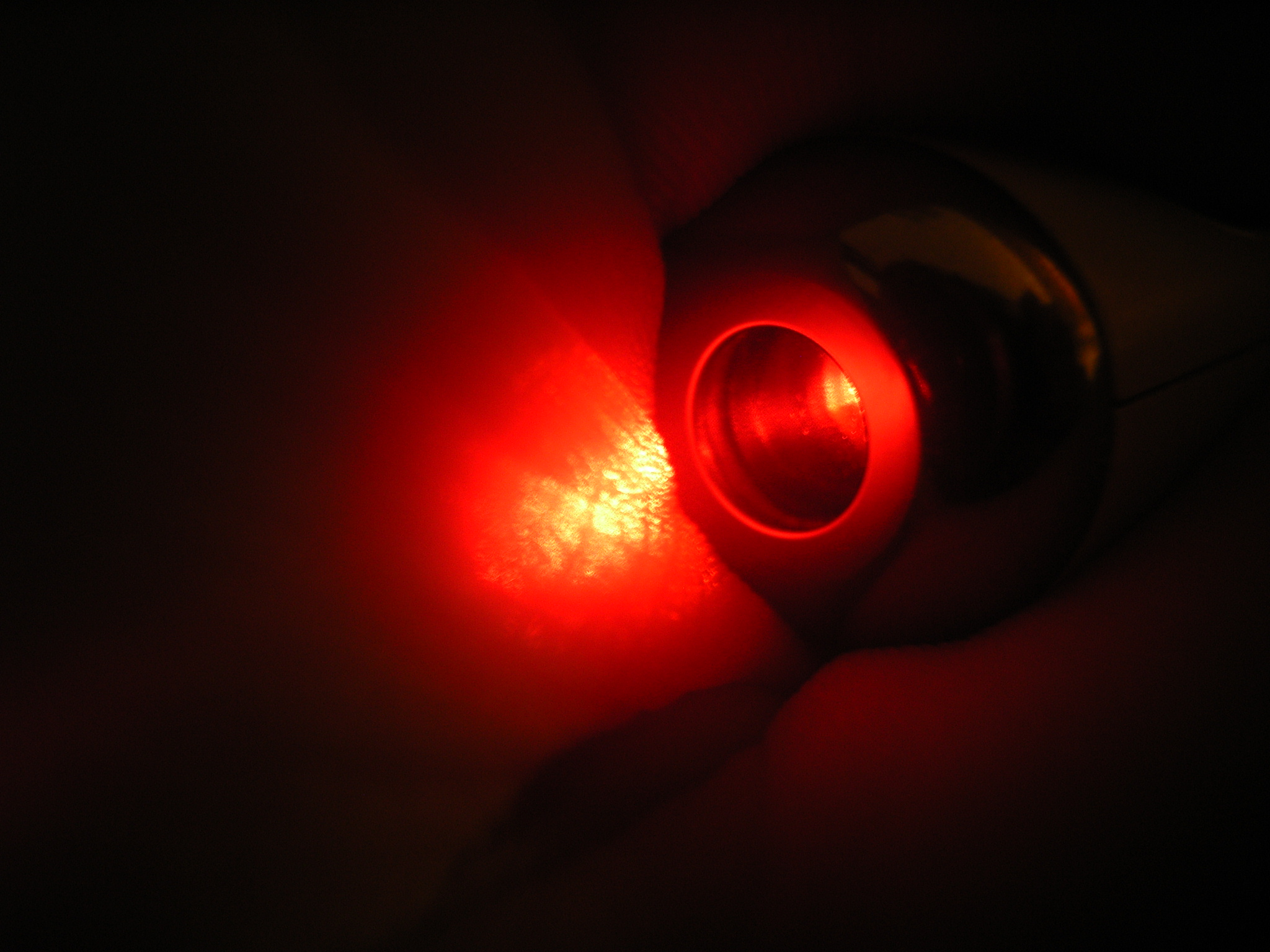
Rote Laserdiode in Betrieb

Die handelsüblichen Wellenlängen von Halbleiterlasern und deren Anwendungen sind:
- 375 nm[9]
- 405 nm – basierend auf dem Halbleitermaterial Indiumgalliumnitrid; blau-violette Laser, Anwendung in Blu-ray-Disc- und in HD-DVD-Laufwerken[10]
- 445 nm  – Verwendung als Leuchtmittel in Videoprojektoren.[10]
- 473 nm[10]
- 485 nm[9]
- 510 nm[9]
- 532 nm – basierend auf dem Halbleitermaterial Indiumgalliumnitrid[10]
- 635 nm – qualitativ gute rote Laserpointer, Anwendung auch zur optischen Vermessung bei LIDAR[10]
- 640 nm[9]
- 657 nm[9] – DVD-Laufwerke, Laserpointer[10]
- 670 nm – minderwertige und kostengünstige rote Laserpointer, Einsatz auch bei Barcodelesegeräten
- 760 nm[9] – Gasspektroskopie: Sauerstoff
- 785 nm[9] – Compact-Disc-Laufwerke, Laserdrucker, Lichtschranken
- 808 nm[9] – Pumplaser (DPSS) bei Nd:YAG-Laser. Anwendungen sind Pumplaser bei grünen Laserpointern oder bei Diodenlasern und deren Arrays.[10]
- 848 nm[9] – Anwendungen in der Peripherie (z. B. Computer-Mäuse mit Laser-Sensor)
- 980 nm[9] – Pumplaser (DPSS) bei Nd:YAG-Laser[10]
- 1064 nm[9] – Anwendungen bei Glasfasernetzen zur Datenübertragung.[10]
- 1310 nm[9] – Anwendungen bei Glasfasernetzen zur Datenübertragung
- 1480 nm[9] – Pumplaser (DPSS) bei Nd:YAG-Laser
- 1512 nm[9] – Gasspektroskopie: Ammoniak
- 1550 nm[9] – Anwendungen bei Glasfasernetzen zur Datenübertragung
- 1625 nm[9] – Anwendungen bei Glasfasernetzen zur Datenübertragung, im Rahmen von Wavelength Division Multiplex (WDM) üblicherweise für den Dienstkanal zur Netzwerksteuerung benutzt[11]
- 1654 nm[9] – Gasspektroskopie: Methan
- 1800 nm[9] – Gasspektroskopie: Wasserdampf
- 1877 nm[9] – Gasspektroskopie: Wasserdampf
- 2004 nm[9] – Gasspektroskopie: Kohlendioxid
- 2330 nm[9] – Gasspektroskopie: Kohlenmonoxid
- 2680 nm[9] – Gasspektroskopie: Kohlendioxid
- 3030 nm[9] – Gasspektroskopie: Ethin
- 3330 nm[9] – Gasspektroskopie: Methan

Weitere allgemeine Anwendungsgebiete sind:
- im wissenschaftlichen Bereich, insbesondere in der Spektroskopie (TDLAS), chemischen Analytik, Spurenanalyse und Quantenoptik
- zur Belichtung in der Drucktechnik, als Sensorelement bei Computermäusen (ca. 832–865 nm).